# Адольф II (граф Марка)
Адольф II (нем. Adolf II. von der Mark; ум. 1347) — граф Марка с 1328 года. Старший сын Энгельберта II фон дер Марк и его жены Матильды фон Аренберг.
В 1337 году как фогт Эссенского монастыря добился избрания аббатисой своей сестры Катарины фон дер Марк.

## Семья
Адольф II был женат дважды. Его первой женой была Ирмгарда Клевская (ум. 1362), дочь Оттона фон Клеве. Они развелись в 1324 году (вскоре после свадьбы).
Вторая жена — Маргарита Клевская (ум. после 1348), дочь графа Дитриха VIII фон Клеве. Дети:
- Энгельберт III (1333—1391), граф Клеве
- Маргарита ∞ 1357 Иоганн фон Нассау
- Мехтильда ∞ 1371 Эберхард II фон Изенбург, граф Гренцау
- Эберхард, пробст в Мюнстере
- Адольф III († 1394), епископ Мюнстера с 1357 года, архиепископ Кёльна в 1363 году, граф Клеве с 1391 года
- Дитрих (ум. 1406), граф Марк-Динслакен-Дуисбург
- Елизавета ∞ Гумпрехт фон Хеппендорф.

Не следует путать графа Адольфа II фон дер Марка с его дядей — епископом Льежа Адольфом II фон дер Марк.